# Mesopianeta
Un mesopianeta (in inglese mesoplanet) è un pianeta che presenta una temperatura superficiale media compresa tra 0 e 50 °C. Tale denominazione viene utilizzata all'interno di una scala per la classificazione secondo la classe d'abitabilità (in inglese hClass, abbreviazione di Habitability Class) in base alla temperatura. Tale classificazione è stata elaborata per definire la potenziale abitabilità dei pianeti extrasolari, ma la scala è applicabile anche a satelliti e pianeti del sistema solare.
Si definiscono, in particolare:
- ipopsicropianeti (hP) = molto freddi (< −50 °C);
- psicropianeti (P) = freddi;
- mesopianeti (M) = di temperatura media (0 – 50 °C);
- termopianeti (T) = caldi;
- ipertermopianeti (hT) = molto caldi (> 100 °C)

I mesopianeti potrebbero potenzialmente ospitare forme di vita e la Terra stessa appartiene appunto a questa categoria.
Tale definizione di mesopianeta non va confusa con un'altra definizione simile, coniata dallo scrittore Isaac Asimov per definire dei corpi planetari di diametro inferiore a quello di Mercurio ma superiore a quello di Cerere. Tale neologismo fu utilizzato per la prima volta in un saggio di Asimov della seconda metà degli anni 80 apparso sul Los Angeles Times, e riutilizzato più volte negli anni successivi. Il termine è tuttavia caduto in disuso dopo la definizione, nel 2006, della classe dei pianeti nani da parte dell'Unione Astronomica Internazionale